# Seznam evropskih prvakov v motociklizmu
Seznam evropskih prvakov v motociklizmu, ki je potekalo med letoma 1924 in 1939 pod okriljem FICM. 

## Prvaki

### Večkratni prvaki
| Dirkač             | Naslovi                      |
| ------------------ | ---------------------------- |
| Jimmie Simpson     | 5 (1 x 500 cm³, 4 x 350 cm³) |
| Jimmy Guthrie      | 4 (3 x 500 cm³, 1 x 350 cm³) |
| Wal Handley        | 3 (1 x 500 cm³, 2 x 350 cm³) |
| Percy Hunt         | 2 (2 x 500 cm³)              |
| Henry Tyrell-Smith | 2 (1 x 500 cm³, 1 x 250 cm³) |
| Graham Walker      | 2 (1 x 500 cm³, 1 x 250 cm³) |
| Ernie Nott         | 2 (2 x 350 cm³)              |
| Frank Longman      | 2 (1 x 350 cm³, 1 x 250 cm³) |
| Cecil Ashby        | 2 (2 x 250 cm³)              |
| Ewald Kluge        | 2 (2 x 250 cm³)              |
| Jock Porter        | 2 (2 x 250 cm³)              |
| Yvan Goor          | 2 (2 x 175 cm³)              |

### Po letih
| Leto | 1000 cm³                         | 750 cm³              | 500 cm³                     | 350 cm³                   | 250 cm³                             | 175 cm³                          | 125 cm³              |
| ---- | -------------------------------- | -------------------- | --------------------------- | ------------------------- | ----------------------------------- | -------------------------------- | -------------------- |
| 1939 |                                  |                      | Dorino Serafini (Gilera)    | Heiner Fleischmann (DKW)  | Ewald Kluge (DKW)                   |                                  |                      |
| 1938 |                                  |                      | Georg Meier (BMW)           | Ted Mellors (Velocette)   | Ewald Kluge (DKW)                   |                                  |                      |
| 1937 |                                  |                      | Jimmy Guthrie (Norton)      | Jimmy Guthrie (Norton)    | Omobono Tenni (Moto Guzzi)          |                                  |                      |
| 1936 |                                  |                      | Jimmy Guthrie (Norton)      | Freddie Frith (Norton)    | Henry Tyrell-Smith (Excelsior)      |                                  |                      |
| 1935 |                                  |                      | Jimmy Guthrie (Norton)      | Wal Handley (Velocette)   | Arthur Geiß (DKW)                   |                                  |                      |
| 1934 |                                  |                      | Pol Demeuter (FN)           | Jimmie Simpson (Norton)   | Walfried Winkler (DKW)              | Yvan Goor (Benelli)              |                      |
| 1933 |                                  |                      | Gunnar Kalén (Husqvarna)    | Jimmie Simpson (Norton)   | Charlie Dodson (New Imperial)       |                                  |                      |
| 1932 |                                  |                      | Piero Taruffi (Norton)      | Louis Jeannin (Jonghi)    | Riccardo Brusi (Moto Guzzi)         | Carlo Baschieri (Benelli)        |                      |
| 1931 |                                  |                      | Percy Hunt (Norton)         | Ernie Nott (Rudge)        | Graham Walker (Rudge)               | Eric Fernihough (Excelsior)      |                      |
| 1930 |                                  |                      | Henry Tyrell-Smith (Rudge)  | Ernie Nott (Rudge)        | Syd Crabtree (Excelsior)            | Yvan Goor (DKW)                  |                      |
| 1929 |                                  |                      | Percy Hunt (Norton)         | Leo Davenport (AJS)       | Frank Longman (OK-Supreme)          | Josef Klein (DKW)                |                      |
| 1928 |                                  |                      | Wal Handley (Motosacoche)   | Wal Handley (Motosacoche) | Cecil Ashby (OK-Supreme)            | Alfredo Panella (Ladetto/Blatto) | Paul Lehmann (Moser) |
| 1927 | Josef Giggenback (Bayerland/JAP) | Josef Steltzer (BMW) | Graham Walker (Sunbeam)     | Jimmie Simpson (AJS)      | Cecil Ashby (OK-Supreme)            | Willy Henkelmann (DKW)           |                      |
| 1926 |                                  |                      | Jimmie Simpson (AJS)        | Frank Longman (AJS)       | Jock Porter (New Gerrard)           | René Milhoux (Ready/Blackburne)  |                      |
| 1925 |                                  |                      | Mario Revelli (GR/JAP)      | Tazio Nuvolari (Bianchi)  | Jock Porter (New Gerrard)           | Mario Vaga (Maffeis/Blackburne)  |                      |
| 1924 |                                  |                      | Guido Mentasti (Moto Guzzi) | Jimmie Simpson (AJS)      | Maurice van Geert (Rush/Blackburne) |                                  |                      |